# Emery Lehman
Emery Lehman, né le 13 juin 1996 à Chicago, est un patineur de vitesse américain. Il remporte une médaille de bronze lors des Jeux olympiques d'hiver de 2022.

## Palmarès
- Jeux olympiques
  -   Médaille de bronze dans la poursuite par équipe aux Jeux olympiques de 2022 à Pékin[1]